# Lista de capitães e governadores de Angediva
Lista de capitães e governadores de Angediva:

## Capitães, 1–1
| #  | Retrato                      | Nome               | Início de mandato | Fim de mandato | Notas | Soberano |
| -- | ---------------------------- | ------------------ | ----------------- | -------------- | ----- | -------- |
| 1º | [[File:\|Sin foto.svg100px]] | Manuel de Pessanha | 1505              | 15..           |       |          |
| #  | [[File:\|Sin foto.svg100px]] | [[]] (1500–1564)   |                   |                |       |          |
| 2º | [[File:\|Sin foto.svg100px]] | [[]]               |                   |                |       |          |

## Governadores, 1–1
| #  | Retrato | Nome                    | Início de mandato | Fim de mandato | Notas | Soberano |
| -- | ------- | ----------------------- | ----------------- | -------------- | ----- | -------- |
| ?º |         | Pedro de Morais Correia | c.1806/10         | ....           |       |          |
| ?º |         | Lourenço de Noronha     | 18..              | c.1818         |       |          |
| ?º |         | Manuel Caetano de Sousa | c.1869            |                |       |          |
| ?º |         | João Serrano            | ....              | ....           |       |          |